# Castello di Jičíněves
Il castello di Jičíněves (in ceco Zámek Jičíněves) si trova nell'omonimo, comune del Distretto di Jičín nella Regione di Hradec Králové, Repubblica Ceca. Il complesso barocco, che comprende l'esteso parco, è una grande residenza nobiliare edificata a partire dal XVIII secolo.

## Storia

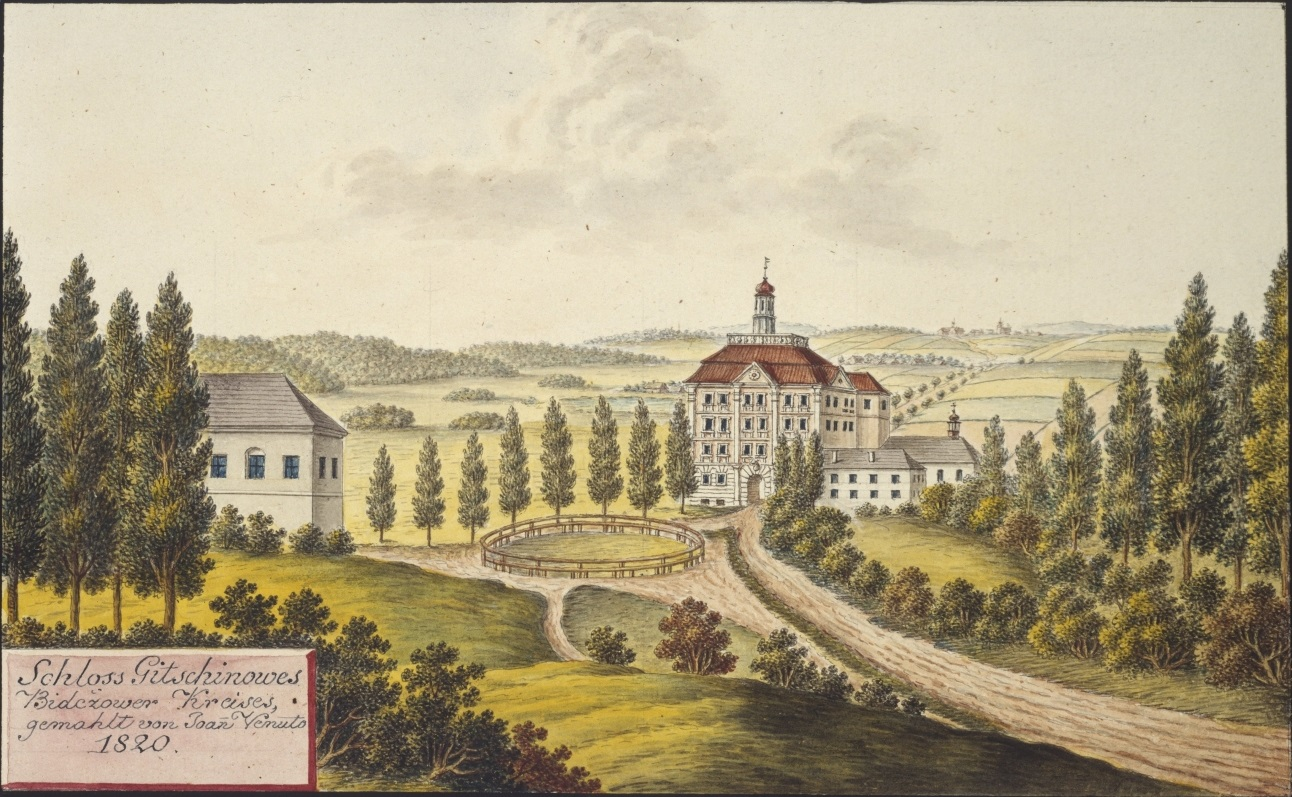
Castello di Jičíněves in una stampa del 1820

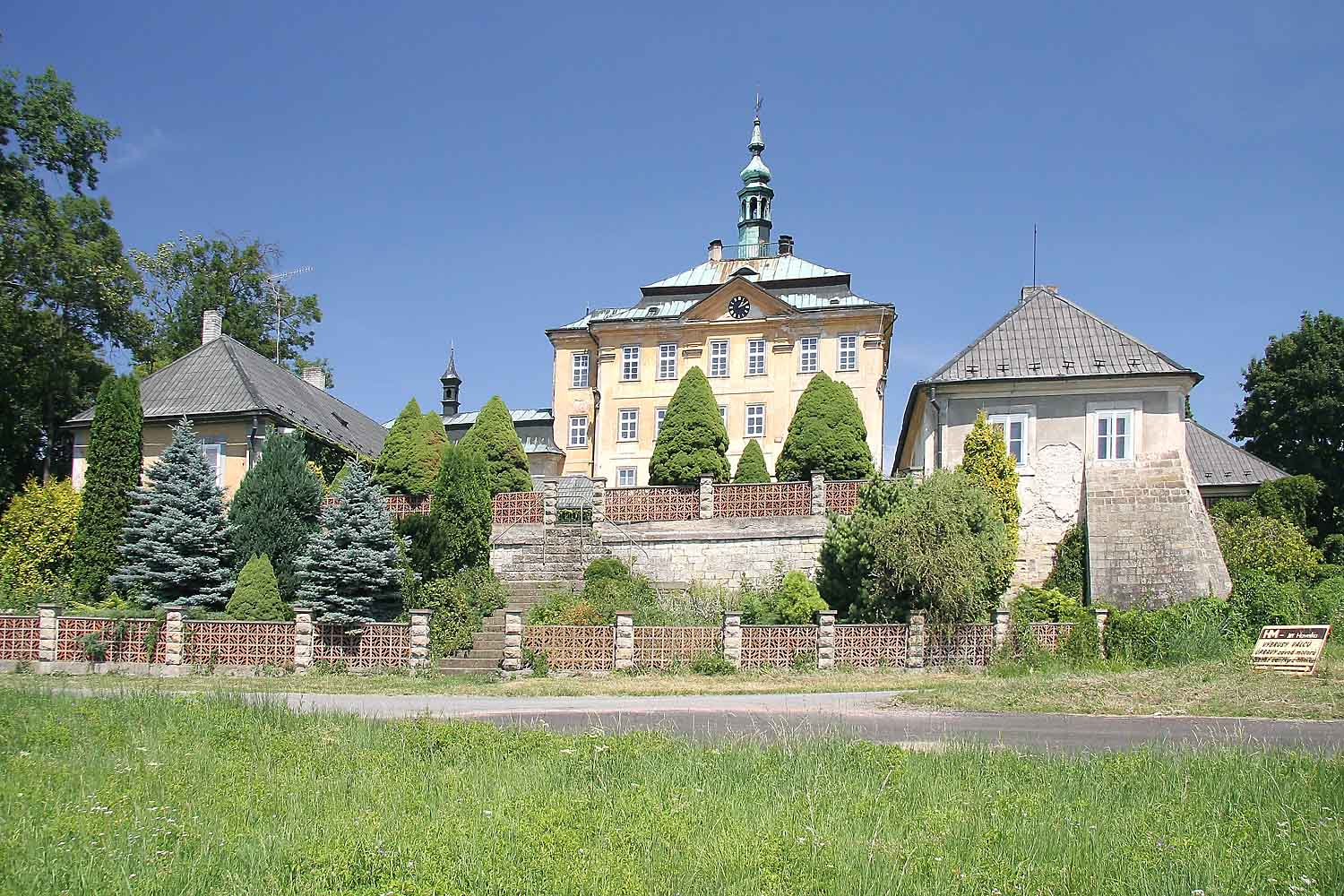
Il castello di Jičíněves visto da sud

Il castello venne edificato dal conte František Josef Schlick tra il 1715 e il 1717 che ne affidò la realizzazione a Johann Bernhard Fischer von Erlach che utilizzò il precedente progetto elaborato da Jean Baptiste Mathey, ormai deceduto. In origine fu un palazzo barocco a tre piani con pianta quadrata che successivamente venne ampliato partendo dalla cappella gentilizia dedicaca a sant'Antonio di Padova. Il castello servì come residenza di caccia fino al 1908, quando divenne residenza di famiglia e fu utilizzato in modo permanente. Rimase sempre in possesso alla famiglia Schlick sino al 1949, quando venne espropriato dallo Stato, e poi di nuovo a partire dal 1989.

## Descrizione
Il castello si trova a Jičíněves, comune della Regione di Hradec Králové, Repubblica Ceca, ed è circondato a nord e ad est da un parco all'inglese di 8 ettari. Il castello è costituito dal corpo centrale che si sviluppa su quattro piani ed ha pianta quadrata. A questo sono collegate a ovest la cappella gentilizia di Sant'Antonio di Padova e l'ala nord-ovest che si alza su due piani. La facciata meridionale si alza su un terrapieno con mura di rinforzo con terrazzamenti e balaustre. A nord-est del castello nel parco in stile inglese si conserva il padiglione imperiale edificato nel XIX secolo. La cappella dedicata a Sant'Antonio di Padova e alla Santa Croce è un edificio ad una sola navata con pianta rettangolare e presbiterio.

### Monumento culturale della Repubblica Ceca
La tutela dei monumenti della Repubblica Ceca considera il complesso del castello di Jičíněves un monumento culturale tutelato col numero di catalogo 1000125468.